# Campionato italiano misto di curling
Il Campionato italiano misto di curling è una competizione che si svolge annualmente tra club italiani di curling associati alla Federazione Italiana Sport del Ghiaccio. Il campionato si svolge con le regole del curling misto, con la differenza perciò che la squadra è composta da tre atleti maschi (due più riserva) e tre atlete femmine (due più riserva). Il campionato si svolge in più prove durante tutto il periodo invernale, seguite dalle finali. La squadra vincitrice del titolo italiano rappresenterà l'anno successivo la nazionale italiana misti di curling.

## Albo d'oro
| Anno | Club vincitore                  | Provenienza       |
| ---- | ------------------------------- | ----------------- |
| 2002 | CC New Wave                     | Cortina d'Ampezzo |
| 2005 | CC Tofane                       | Cortina d'Ampezzo |
| 2006 | CC Tre Cime                     | Auronzo di Cadore |
| 2007 | CC Tofane                       | Cortina d'Ampezzo |
| 2008 | CC Tofane                       | Cortina d'Ampezzo |
| 2009 | SUM Draghi                      | Torino            |
| 2010 | CC Tofane                       | Cortina d'Ampezzo |
| 2011 | CC 66 Cortina                   | Cortina d'Ampezzo |
| 2012 | CC Dolomiti                     | Cortina d'Ampezzo |
| 2013 | CC Tofane                       | Cortina d'Ampezzo |
| 2014 | CC Sporting Pinerolo            | Pinerolo          |
| 2015 | CC Draghi                       | Torino            |
| 2016 | CC Draghi                       | Torino            |
| 2017 | CC Sporting Pinerolo            | Pinerolo          |
| 2018 | CC Sporting Pinerolo            | Pinerolo          |
| 2019 |                                 |                   |
| 2020 |                                 |                   |
| 2021 | A.s.d. Fireblock                | Pinerolo          |
| 2022 | Virtus Piemonte Ghiaccio A.s.d. | Pinerolo          |

## Altri campionati
La FISG organizza inoltre altri campionati validi per un titolo italiano:
- Campionato italiano assoluto maschile di curling (vincolante per la nazionale italiana maschile)
- Campionato italiano assoluto femminile di curling (vincolante per la nazionale italiana femminile)
- Campionato italiano junior maschile (vincolante per la nazionale italiana junior maschile)
- Campionato italiano junior femminile di curling (vincolante per la nazionale italiana junior femminile)
- Campionato italiano ragazzi
- Campionato italiano esordienti
- Campionato italiano doppio misto (vincolante per la nazionale italiana doppio misto)
- Campionato italiano master maschile (vincolante per la nazionale italiana senior maschile)
- Campionato italiano master femminile (vincolante per la nazionale italiana senior femminile)